# Gary Larson
Gary Larson (født 14. august 1950) er en amerikansk tegner. Han er er særligt kendt for tegneserien Langt Ude (eng.: The Far Side), som med enkle virkemidler, gerne en enkelt ramme og en enkelt sætning, anlagde en skæv humoristisk vinkel på dagligdags fænomener og sproglige vendinger. Blandt figurer der ofte optræder finder man køer og videnskabsfolk.
Gary Larson trak sig tilbage d. 1. januar 1995.